# Waldstromer von Reichelsdorf

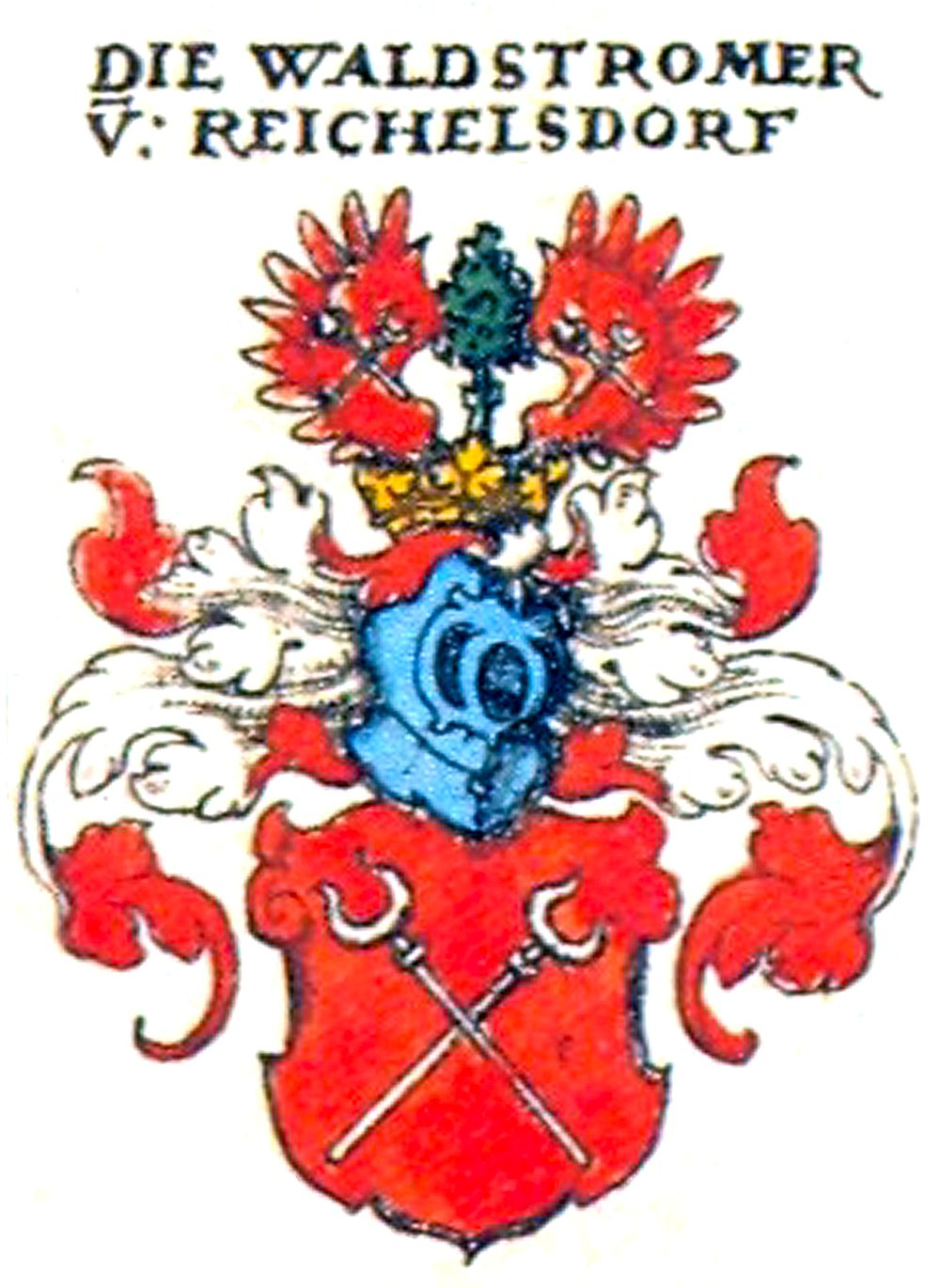
Das Wappen der Waldstromer

Die Waldstromer von Reichelsdorf waren eine der ältesten Patrizierfamilien der Reichsstadt Nürnberg, erstmals urkundlich erwähnt im Jahr 1230. Die Waldstromer waren ab 1729 bis zum Ende der reichsstädtischen Zeit im Jahre 1806 im Inneren Rat vertreten.

## Geschichte
Die Waldstromer (auch Strohmeyer, Stromeir, Stromair oder auch Stromeyr genannt) wurden erstmals um 1230 urkundlich erwähnt und entstammten vermutlich einer staufischen Reichsministerialenfamilie, den Kammerstein-Reichenbach-Schwabach. Sie waren eng verwandt mit den Stromer von Reichenbach; es ist ungeklärt, ob die beiden Familien einer Linie entstammten.
Die Waldstromer erhielten, als Nachfolger des Reichsbutiglers, das Reichslehen über den Lorenzer Reichswald wahrscheinlich bereits Anfang des 13. Jahrhunderts und übten dort das Reichsforstmeisteramt aus, das zu den erblichen Reichsämtern gehörte und nach seinen Lehnsträgern, auch Waldstromeramt genannt wurde, da die Familie zur Unterscheidung von den Stromer aufgrund des ihnen verliehenen Amtes in Waldstromer umbenannt wurden.
Im Lorenzer Reichswald ließ Konrad III. 1336 in Reichelsdorf (etwa zehn Kilometer südwestlich von Nürnberg) eine Wasserburg errichten, die später namengebend für das Geschlecht wurde.
Das Reichsforstmeisteramt wurde aufgrund seiner Größe spätestens 1230/40 auf zwei Familien aufgeteilt. Die Waldstromer behielten das nach ihnen benannte Amt und waren im Besitz fast aller forstgerichtlicher Funktionen, so auch des Zeidelgerichts mit Sitz in Feucht. Die hierarchisch unter ihnen stehenden Koler erhielten das Forstmeisteramt als Lehen und nahmen ihre Amtsbezeichnung als Familiennamen Koler genannt Forstmeister an.
Durch übermäßige Vergabe von Nutzungsrechten für Glasöfen, Eisenverhüttung und Köhlerei im 13. und 14. Jahrhundert, schädigten die Waldstromer, Koler und deren Erbförster den Wald durch Übernutzung schwer. Da er für die Wirtschaft der Reichsstadt Nürnberg als Rohstofflieferant von zentraler Bedeutung war, versuchte der Innere Rat den Wald an sich zu bringen. 1396 verkauften die Waldstromer ihr Lehen an die Stadt Nürnberg, nachdem diese bereits 1372 das Forstmeisteramt von den Koler erwerben konnte. Der Rat behielt die Zweiteilung bis 1440 bei und vergab das Waldstromeramt an einen Oberforstmeister und das Forstmeisteramt an einen Unterforstmeister.
Ihre Besitztümer in Reichelsdorf, Eibach und Gostenhof behielten die Waldstromer zu dieser Zeit noch.
Im Gegensatz zu den Stromer und Koler wurden sie erst 1729 in das Nürnberger Patriziat kooptiert und durften Mitglieder in den Inneren Rat entsenden. Mit Christoph Wilhelm Waldstromer stellten sie den letzten Nürnberger Reichsschultheißen. 1813 als Edle in den bayerischen Adel immatrikuliert, starben die Waldstromer 1844 aus.
In der Barfüßerkirche befand sich ein rotmarmornes Hochgrab mit der reliefierten Darstellung von Konrad I. Waldstromer als Ritter im Plattenharnisch (ohne Helm), mit Schwert und Wappen, von dem sich heute nur noch Reste im Germanischen von Nationalmuseum befinden.

## Ehemalige Besitzungen (Auszug)
- 13. Jh.–1358 das Petzenschloss in Lichtenhof (damals Weiherhaus)
- 1309–1396 die Forsthube Zerzabelshof
- 1337–1495 die Dutzendteichmühlen
- 1344–1539 die Forsthube Eibach
- 1347–???? Malmsbach (Pfand von den Fischbecken von Fischbach)
- 1347–???? Eckenhaid (Pfand von den Fischbecken von Fischbach)
- 1362–1453 das Lehen Gostenhof

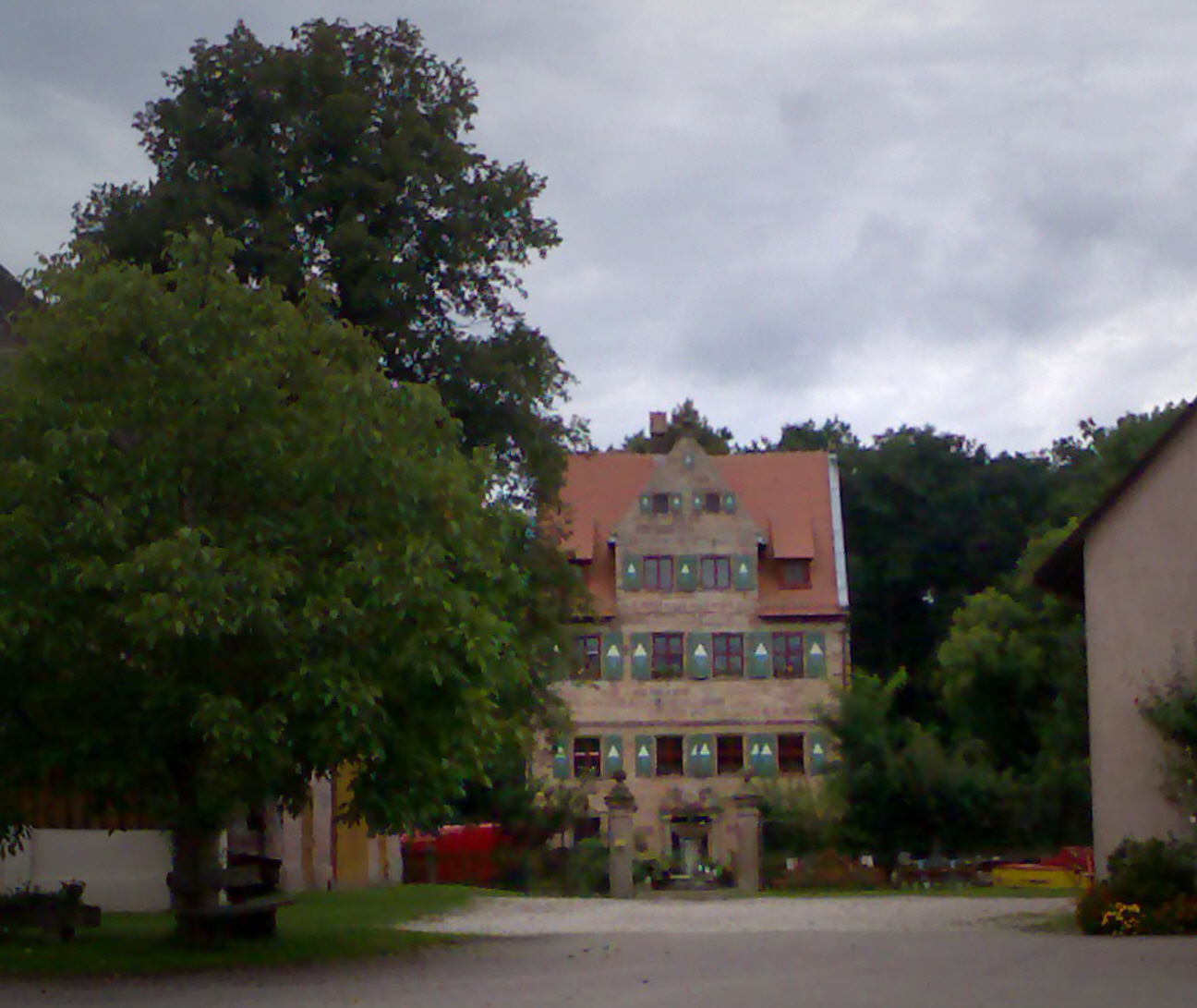
Waldstromer-Schlösschen in Reichelsdorf

- Waldstromer-Schlösschen in Reichelsdorf1347–1396 das Jagdschloss Brunn* 1347–1396 Netzstall bei Brunn
- 1344–1378 das Hallerweiherhaus (Hallerschloß (Nürnberg))
- 1336–???? die Ortschaft Mühlhof
- 1336–1547 die Ortschaft und Herrensitz Reichelsdorf
- 1387–1539 die Burg Prackenfels bei Altdorf
- ????–???? das Zeidlerschloss in Feucht (zwischen 1428 und 1504)
- ????–1455 das Pfinzingschloss  in Feucht
- 1624–1664 den Herrensitz Hammerschloss in Hirschbach
- 1632–1660 den Herrensitz „Alte Behausung“ in Diepoltsdorf
- 1663–1670 das Herrenhaus Strengenberg in Rückersdorf-Strengenberg
- 1683–1684 den Herrensitz Imhoffschloss in Kalchreuth
- 1700–1720 den Herrensitz Vogelsgarten in der Tullnau
- 1709–???? den Dietherrschen Herrensitz in Erlenstegen (Anteil an der Erbengemeinschaft)
- 1727–1814 das Schwaiger Schloss

## Stiftungen

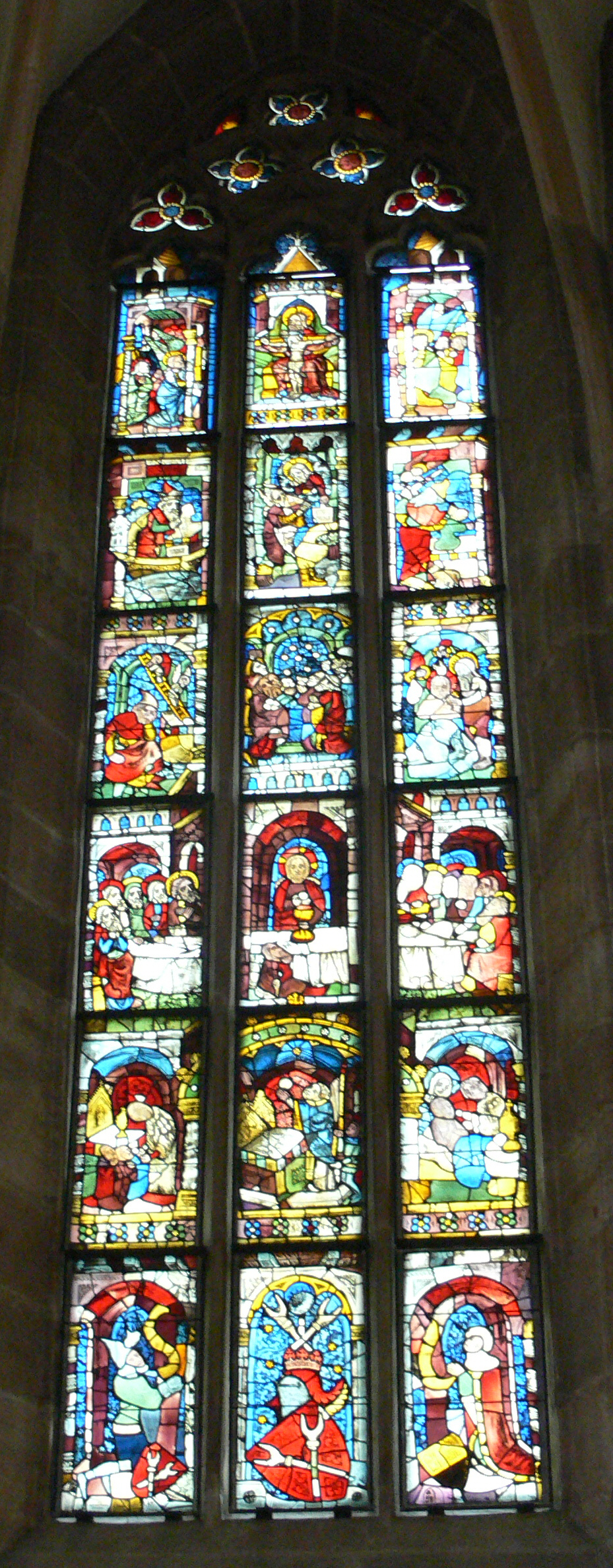
Waldstromerfenster in der Marthakirche (1390)

- Franziskanerkloster Nürnberg (Durch die Burggrafen und Konrad Waldstromer 1224)
- Pilgerhospiz und Pilgerspital St. Martha (1363) in Nürnberg
- Waldstromerfenster in der Marthakirche (1390)

## Bekannte Familienmitglieder
- Konrad Waldstromer (?–1379), legte den Dutzendteich an
- Bernhard Waldstromer von Reichelsdorf († 1634) Pfleger des Nürnberger Amtes Hohenstein bei Hersbruck
- Christoph Wilhelm Waldstromer von Reichelsdorf (1729–1810), letzter Nürnberger Reichsschultheiß

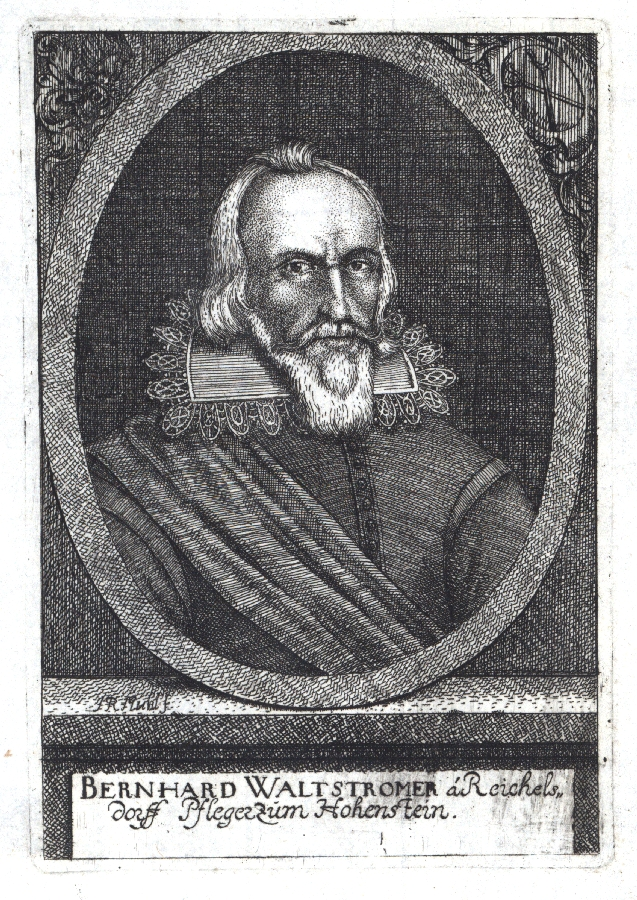
Bernhard Waldstromer von Reichelsdorf (1634), Pfleger von Pflegamt Hohenstein

## Wappen
In Rot zwei zweizinkige, silberne, als Andreaskreuz aufgestellte Streugabeln.